# اوچان-سو
اوچان-سو (به لاتین: Uchan-su) یک رود در اوکراین است که در یالتا واقع شده‌است. نام این رود از زبان تاتارهای کریمه به معنای «آب تندرو» گرفته شده است.
این رود به دریای سیاه می‌ریزد و از شهر یالتا عبور می‌کند.